# Лаврушино (Владимирская область)
Лаврушино — упразднённая деревня в Вязниковском районе Владимирской области России.

## География
Урочище находится в северо-восточной части области, в зоне хвойно-широколиственных лесов, в пределах Волжско-Окского междуречья, к северу от автодороги 17Н-134, на расстоянии 26 километров (по прямой) к северо-западу от города Вязники, административного центра района.

### Климат
Климат характеризуется как умеренно континентальный. Средняя температура воздуха самого холодного месяца (января) — −11,1 °C (абсолютный минимум — −48 °С), средняя максимальная температура воздуха (июля) — +23,3 °С (абсолютный максимум — +37 °С). Годовое количество атмосферных осадков составляет около 607 мм, из которых 413 мм выпадает в период с апреля по октябрь.

## История
В «Списке населенных мест Владимирской губернии по сведениям 1859 года» населённый пункт упомянут как казённая деревня Вязниковского уезда, расположенная в 33 верстах от уездного города. В деревне насчитывалось 11 дворов и проживало 60 человек (29 мужчин и 31 женщина).
По состоянию на 1905 год, в Лаврушине имелось 4 двора и проживало 24 человека. В административном отношении деревня входила в состав Мстерской волости.
По данным 1926 года в деревне имелось 4 крестьянских хозяйства и проживало 24 человека (11 мужчин и 13 женщин). Являлась частью Семынского сельсовета Мстерской волости.